# Óscar Graña
Óscar Graña Blanco (Pontevedra, 14 de noviembre de 1976) es un policía y deportista español que compite en piragüismo en la modalidad de maratón.
Ganó catorce medallas en el Campeonato Mundial de Piragüismo en Maratón entre los años 2004 y 2024, y once medallas en el Campeonato Europeo de Piragüismo en Maratón entre los años 2003 y 2025.
En 2013 fue condecorado con la Medalla de bronce de la Real Orden del Mérito Deportivo.

## Palmarés internacional
| Campeonato Mundial | Campeonato Mundial                | Campeonato Mundial | Campeonato Mundial |
| Año                | Lugar                             | Medalla            | Competición        |
| ------------------ | --------------------------------- | ------------------ | ------------------ |
| 2004               | Bergen (Noruega)                  | Medalla de bronce  | C2                 |
| 2005               | Perth (Australia)                 | Medalla de bronce  | C2                 |
| 2006               | Trémolat (Francia)                | Medalla de plata   | C2                 |
| 2007               | Győr (Hungría)                    | Medalla de plata   | C2                 |
| 2008               | Týn nad Vltavou (República Checa) | Medalla de plata   | C2                 |
| 2010               | Bañolas (España)                  | Medalla de oro     | C2                 |
| 2012               | Roma (Italia)                     | Medalla de oro     | C2                 |
| 2013               | Copenhague (Dinamarca)            | Medalla de oro     | C2                 |
| 2014               | Oklahoma City (Estados Unidos)    | Medalla de bronce  | C2                 |
| 2015               | Győr (Hungría)                    | Medalla de plata   | C2                 |
| 2016               | Brandeburgo (Alemania)            | Medalla de plata   | C2                 |
| 2017               | Pietermaritzburg (Sudáfrica)      | Medalla de plata   | C2                 |
| 2018               | Vila Verde (Portugal)             | Medalla de oro     | C2                 |
| 2024               | Metković (Croacia)                | Medalla de plata   | C2                 |
| Campeonato Europeo |                                   |                    |                    |
| Año                | Lugar                             | Medalla            | Competición        |
| 2003               | Gdansk (Polonia)                  | Medalla de plata   | C2                 |
| 2007               | Trenčín (Eslovaquia)              | Medalla de plata   | C2                 |
| 2009               | Ostróda (Polonia)                 | Medalla de oro     | C2                 |
| 2011               | Saint-Jean-de-Losne (Francia)     | Medalla de plata   | C2                 |
| 2013               | Vila Verde (Portugal)             | Medalla de oro     | C2                 |
| 2014               | Piešťany (Eslovaquia)             | Medalla de oro     | C2                 |
| 2015               | Bohinj (Eslovenia)                | Medalla de plata   | C2                 |
| 2016               | Pontevedra (España)               | Medalla de plata   | C2                 |
| 2017               | Ponte de Lima (Portugal)          | Medalla de bronce  | C2                 |
| 2018               | Metković (Croacia)                | Medalla de oro     | C2                 |
| 2025               | Ponte de Lima (Portugal)          | Medalla de plata   | C2                 |